# Rhamphomyia arctotibia
Rhamphomyia arctotibia är en tvåvingeart som beskrevs av Chillcott 1959. Rhamphomyia arctotibia ingår i släktet Rhamphomyia och familjen dansflugor.
Artens utbredningsområde är Ontario. Inga underarter finns listade i Catalogue of Life.